# 黑水河 (左江)
黑水河（越南语：／），位于中国广西壮族自治区西部和越南高平省境内，是左江左岸支流，干流长197千米，流域面积6025平方千米（其中越南境内505平方千米）。年均径流量47.29亿立方米。

## 干流概况
黑水河源头称新圩河或庞凌河，发源于中国广西靖西市新甲乡庞凌村布头屯地下河出口，东南流经靖西市区新靖镇、化峒镇，于岳圩镇以西斗伦隘74号界碑流入越南高平省境内，至重庆县的诺姆转东流，至中国边境处转东南流，成为中越两国界河，此段也称归春河。归春河东南流经德天瀑布，于广西大新县硕龙镇转东流，复入中国境内。自硕龙镇东流4千米，左纳下雷河后始称“黑水河”，之后转东南流，至崇左市江州区新和镇北左纳榄圩河后转西南流，沿江州区与龙州县边界汇入左江。

## 流域概况
黑水河流域在中国广西大新县境内为石灰岩地区，岩溶峰林发育，洞穴潜流体系复杂，注入的支流均有间歇河段和深潭。整个流域内有地下河26条，地下河补给面积2159平方千米，流程371.3千米，枯季出口流量15.3立方米每秒。
流域属于南亚热带季风气候，年均气温21.3℃，年均降水量1330毫米，年均蒸发量790毫米，年均相对湿度83%。